# Брагинский исторический музей с картинной галереей
Брагинский исторический музей с картинной галереей (бел. Брагінскі гістарычны музей з карціннай галерэяй) — музей в Брагине Гомельской области Беларуси.

## История
По инициативе белорусского художника и этнографа, уроженца Брагинского района, Виктора Шматова в период с 1987-1988 годы был организован художественный пленэр в отселённые деревни Брагинского района, в котором приняли участие такие белорусские художники как В.К. Барабанцев, Н.М. Цудик, В.В. Кожух, В.Ф. Шкарубо. На основе своих впечатлений они создали ряд картин, которые были переданы Брагинскому райисполкому. Имея данную коллекцию Брагинский райисполком в январе 1987 года принимает решение об открытии музея.
Брагинский исторический музей с картинной галереей открыт в 1988 году.
В экспозиции музея широко представлена чернобыльская тематика, история Брагина.
Первоначальную экспозицию составили картины белорусских художников, написанные в выселенных деревнях Брагинского района во время экспедиции.
Общее количество музейных предметов — 2 901.
23 ноября 2023 года в экспозицию музея передано знамя 55-й гвардейской стрелковой Мозырской Краснознамённой дивизии, освобождавшей Брагин от немецко-фашистских захватчиков.

## Экспозиции
В музее имеются следующие залы:
- История Брагинщины. Факты и легенды
- Полесская хатка
- Зал, посвящённый памяти В. И. Игнатенко
- Зал Боевой славы
- Выставочные залы
- Выставка «Потерянная земля»

В музее также можно увидеть осколок метеорита, который был найден недалеко от Брагина и назван в честь него (метеорит Брагин).

## Примечание
1. ↑  Как появился музей в Брагине? Дата обращения: 17 декабря 2023. Архивировано 17 декабря 2023 года.
2. ↑  Экспозиция музея. Дата обращения: 17 декабря 2023. Архивировано 17 декабря 2023 года.